# Fifth Harmony 2013 Tour
Fifth Harmony 2013 Tour es el primer tour oficial de Fifth Harmony y el segundo en total. El tour comenzó en Boston, Massachusetts el 25 de octubre de 2013 y terminó el 5 de noviembre de 2013 en Toronto, Ontario.

## Lista de canciones
- Don’t Wanna Dance Alone
- Better Together
- Leave My Heart Out of This
- One Wish
- Tellin’ Me
- Honeymoon Avenue (Cover de Ariana Grande)
- Red (Cover de Taylor Swift)
- Who Are You
- Anything Could Happen (Cover de Ellie Goulding)
- Me & My Girls
- Miss Movin’ On
- Stay (Cover de Rihanna)

En el tercer concierto del 29 de octubre de 2013, Fifth Harmony hizo una versión de Wannabe de las Spice Girls disfrazadas de cada una de las Spice, debido a la próxima celebración de Halloween.

## Fechas
| Fecha                  | Ciudad                   | Lugar                       |
| ---------------------- | ------------------------ | --------------------------- |
| 25 de octubre de 2013  | Boston, Massachusetts    | Royale Boston               |
| 27 de octubre de 2013  | Montreal, Quebec         | Teatro Corona Virgin Mobile |
| 29 de octubre de 2013  | Patchogue, Nueva York    | The Emporium                |
| 1 de noviembre de 2013 | Glenside, Pensilvania    | Teatro Keswick              |
| 2 de noviembre de 2013 | Toms River, Nueva Jersey | Estadio Pine Belt           |
| 5 de noviembre de 2013 | Toronto, Ontario         | La Ópera de Sídney          |